# Coisa de Nerd

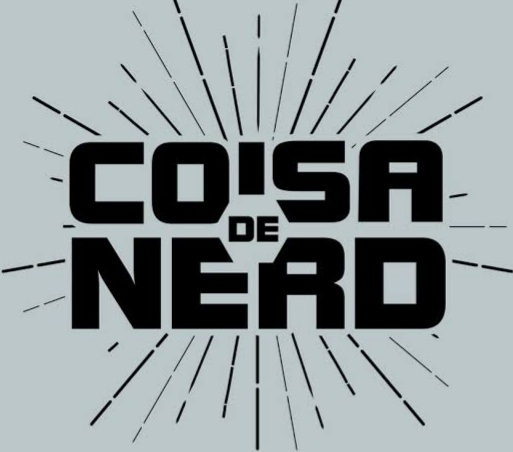
Logotipo antigo do canal.

Coisa de Nerd é um canal no YouTube e uma produtora de conteúdo iniciado em 2009, administrada pelo casal de produtores e influenciadores digitais, Leon Oliveira Martins e Nilce Moretto, que também são responsáveis pelos canais digitais de vídeos: "Cadê a Chave?", "República Coisa de Nerd", "Financeiro", "Quero Ouvir Podcast" e "CORTES - Leon e Nilce [Oficial]", no serviço de compartilhamento do YouTube.
O Coisa de Nerd é um dos primeiros canais do YouTube brasileiro a atingir a marca de 1 bilhão de visualizações, e a ter superado a marca dos 10 milhões de seguidores. O canal "Cadê a Chave?" alcança 4,3 milhões de seguidores e 1 bilhão de visualizações.
Leon e Nilce foram considerados como um dos cinco indivíduos mais influentes do Brasil entre os jovens no período de 2015-2016.

## Produtos

### Coisa de Nerd
Coisa de Nerd é um canal de vídeos do YouTube que tem como temática jogos eletrônicos, sendo normalmente voltado para jogos casuais. O canal também explora novidades e lançamentos, fazendo do entretenimento o auge de seu sucesso. O conteúdo inicial foi baseado nas gravações que Leon realizou para seu mestrado onde jogava Call of Duty e o narrava. Os primeiros jogos foram StarCraft e Minecraft, ambos ainda em 2010. O canal hoje chega a mais de 11 milhões de inscritos e 3.4 bilhões de visualizações, além de ter sido o rosto de campanha do YouTube no ano de 2016. Conta com a presença do casal Leon e Nilce e normalmente é editado por Leon.

### Cadê a Chave?
No estilo daily vlog, o Cadê a Chave? mostra o dia a dia do casal, que moram no Canadá, e também impressões e bastidores das gravações. Além disso, o casal também faz vídeos diversos, como a série "Quem Sabe Mais" (QSM) e "Experimentando". Foi iniciado em dezembro de 2013, contando hoje com mais de 4,3 milhões de inscritos e 1 bilhão de visualizações.

### República Coisa de Nerd
O República Coisa de Nerd é um canal com o estilo voltado para reacts, livestreams e para gameplays. Com uma equipe de editores e um roteirista, o canal tem como objetivo fazer vídeos mais diários com o casal. Atualmente ele está com 2,1 milhões de inscritos e com mais de 762 milhões de visualizações.

### Financeiro
O Financeiro é um canal apresentado por Nilce e pelo Luiz Persechini, ele tem o objetivo de ajudar estudantes de economia e pessoas com interesse na área. Atualmente o canal está com 294 mil inscritos e com mais de 10 milhões de visualizações.

### Produtos licenciados
A Coisa de Nerd licencia o uso da sua marca, compreendendo produtos como álbum de figurinhas, camisetas e utensílios para casa, tendo ao total 5 projetos de licenciamento. Atualmente a marca Coisa de Nerd possui uma loja, para a venda de camisas temáticas do canal, contando com diversas estampas divertidas e criativas com slogans próprios.

## Biografias

### Leon Martins
Leon Oliveira Martins (Volta Redonda, 21 de julho de 1983) é um bacharel em Relações Internacionais pela Pontifícia Universidade Católica de Minas Gerais (PUC-MG), com especialização em Temas Filosóficos pela Universidade Federal de Minas Gerais (UFMG) e mestre em Estudos Europeus pela Universität Flensburg, na Alemanha, e Syddansk Universitet da Dinamarca. É casado com Nilce Moretto desde 2008. Tem papel protagonista no Coisa de Nerd, também trabalhava em uma empresa canadense que desenvolvia conteúdo online, a BBTV.

### Nilce Moretto
Nilcelaine Moretto Martins (Andradina, 31 de agosto de 1980), mais conhecida como Nilce Moretto, é uma jornalista formada pela Faculdade de Arquitetura, Artes e Comunicação da Universidade Estadual Paulista (FAAC-UNESP), tendo já sido uma repórter na RecordTV. Responsável pelos canais no Youtube, "Cadê a Chave?" e "Financeiro", estreado também por Luiz Persechini.
Sendo também colaboradora e participante em quase todos os vídeos do canal "Coisa de Nerd". Além de fazer parte do podcast "Quero Ouvir Podcast", disponível no YouTube e no Spotify.

## Prêmios e indicações
| Ano  | Prêmio                       | Categoria    | Indicação     | Resultado | Ref.   |
| ---- | ---------------------------- | ------------ | ------------- | --------- | ------ |
| 2019 | MTV Millennial Awards Brasil | Gamer do Ano | Coisa de Nerd | Indicado  | [ 17 ] |
| 2021 | Prêmio Influency.me          | Games        | Coisa de Nerd | Indicado  | [ 18 ] |
| 2021 | Prêmio Influency.me          | Tecnologia   | Coisa de Nerd | Indicado  | [ 18 ] |